# César y Ernestina
César (en el francés original, César o César et Ernestine) es una serie de cómic humorístico belga de Maurice Tillieux. Trata de un dibujante de cómic, César, que se enfrenta a sus problemas cotidianos, acrecentados por la presencia de la hija de su vecino, Ernestina. Los personajes no tienen nada que ver con la serie César y Ernestina (en francés original, Ernest et Célestine), libros de cuentos de Gabrielle Vincent.
La serie, se publicó primero en Spirou entre 1957 y 1959, antes de pasar a Le Moustique entre 1959 y 1966 y reeditarse de nuevo en Spirou. En paralelo se publicaron cuatro álbumes, que posteriormente fueron reeditados de forma integral en los años 80 y 90, así como en noviembre de 2011.

## Trayectoria editorial

### Inicios
El protagonista de la serie apareció por primera vez como un personaje con cabellos negros y un coche viejo en la historieta de 2 páginas titulada Petit divertissement en chambre, publicada en el número 1004 de Spirou, de 11 de julio de 1957. Vuelve a aparecer en el n.º 1042 de la misma revista, el 3 de abril de 1958, en un número especial de primavera. En este número aparece Ernest, el hijo del propietario, un agente de policía llamado Petitcarné, que viene a perturbar la vida de César. La tercera historieta que apareció fue en el n.º 1055 el 7 de julio de 1958 para la Exposición universal de 1958 de Bruselas, dónde César y Ernesto participan en un concurso de modelos. Una cuarta y última historieta aparece en el n.º 1107 el 2 de julio de 1959. César cambió físicamente, lleva gafas y sus cabellos se aclaran, se parece un poco a Fantasio, uno de los dos protagonistas de la serie Spirou y Fantasio dibujado por André Franquin.

### Le Moustique
César dejó Spirou para entrar en Le Moustique el 31 de diciembre de 1959. Le Moustique pertenecía a la editorial Dupuis, que también editaba Spirou. Durante mucho tiempo, actúa como un laboratorio para Spirou con autores jóvenes que empezaban, pero a finales de 1950 acoge sobre todo series anglosajonas, como Saxon Judd y Caroline. Charles Dupuis quería que este periódico tuviera un héroe propio y le pide a Maurice Tillieux, que dibujaba Gil Jourdan en Spirou desde 1956, que se lo proporcionara. Maurice Tillieux retoma el personaje de César, creado tres años antes en Spirou en cuatro historias cortas y lo modifica ligeramente al sustituir el joven Ernest por su hermana Ernestina. En Le Moustique se publica a media página, pero, debido a su éxito, acaba por tener página propia a partir del 5 de mayo de 1960.
Se crearon una serie de personajes secundarios en torno al personaje de César, inspirados parcialmente en personas reales. Para el personaje de Ernestina se inspiró en su hija menor, el agente Petitcarné se asemejaba a uno de sus vecinos y el ama de llaves Eglantine fue una criada que trabajó para él. El escenario en torno al cual se producían los diferentes gags estaba inspirado en el propio barrio de Maurice Tillieux.
La serie se publica regularmente hasta 28 de julio de 1966, cuando Tillieux deja la serie con la entrega doscientos noventa y nueve, alegando que el personaje ya no tenía más recorrido.

### Reediciones posteriores
César tuvo una segunda vida a partir del n.º 1603 de Spirou, de enero de 1969, y de manera simultánea en la revista Robbedoes (equivalente holandés de Spirou). Para la ocasión, las historietas se colorean y se saltan algunas entregas, por la dificultad de trasladar los juegos de palabra al holandés.
César se publica hasta el nº 1863, de 27 de diciembre de 1973. Al mismo tiempo, Dupuis lanza cuatro álbumes que recogen las historietas publicadas en Spirou, quedando inéditas las publicadas en Le Moustique y la primera etapa de Spirou.
En el n.º 3041 de Spirou, de 24 de julio de 1996, el dibujante Godi rinde homenaje a la serie y a su autor Maurice Tillieux, dibujando la supuesta entrega 300 de la serie; supuesta, porque luego se descubrió un error en la numeración, sólo es la historieta número 298 de la serie.

## Personajes
El protagonista de la serie es César, un dibujante de cómic, bohemio y soltero. Su monótona vida se ve perturbada por los inconvenientes de la vida cotidiana que de los que a menudo es la víctima. Rebelde de corazón, repite todo el tiempo: «Ce qui est permis par la loi doit tenir sur la tranche d'un timbre poste!»  A pesar de sus arranques de cólera, sabe también ser un hombre apacible al que le gusta fumar en pipa en su butaca y guisar, un arte donde destaca y él lo sabe. Al final, podría tener una vida tranquila si no fuera por los personajes que le rodean y que le llevan a la desesperación. 
La mayor complicación de César es Ernestina, la hija de su vecino. Aparenta aproximadamente cinco años y posee la inocencia perversa típica de esa edad. No comprende las complicaciones inútiles del mundo adulto, lo que le sugiere observaciones divertidas, pero plenas de sentido común. Dotada de una réplica increíble, le gusta gastar bromas, cuya víctima es a menudo César. Tillieux se inspiró en su propia menor hija, Anne, para escribir las reflexiones de Ernestina. 
El agente Petitcarné es el policía del barrio, así como el vecino de César y el padre de Ernestina. Le gusta hacer atestados por cualquier pequeñez, siendo la primera víctima César, a quien le gusta decir «Yo le hago los atestados por su propio bien». Al ser un antiguo soldado, a menudo le da la lata a César contándole sus recuerdos de guerra. Tillieux se inspiró en uno de sus vecinos, el cual nunca lo supo, para crear al personaje. 
César tiene una asistenta, Eglantine, cuya principal característica es ser perezosa. Compra escobas para poder apoyarse para descansar y que el tiempo vaya pasando. Al final se cansa más de fingir que de trabajar. César la tiene por una buena mujer y ella opina que César es demasiado intelectual y complicado. Para crear el personaje, Maurice Tillieux se inspiró en una asistenta que trabajaba para él y era exactamente igual. 
El hijo de Petitcarné y hermano de Ernestina se llama Ernest. En las primeras historias de la serie, ocupaba el papel de Ernestina hasta que fue reemplazado por su hermana. A partir de entonces, las únicas referencias que se hicieron de él es que estaba jugando a las canicas.
- Datos: Q648412